# Tom Sawyer (film 1907)
Tom Sawyer è un cortometraggio del 1907 di cui non si conosce né il nome del regista, che non viene riportato nei titoli, né dell'interprete principale. È il primo di una lunga serie di adattamenti cinematografici del romanzo Le avventure di Tom Sawyer di Mark Twain, qui adattato per lo schermo da Gene Gauntier (alla sua seconda sceneggiatura) e dallo stesso Twain.

## Trama
Tom Sawyer è un avventuroso ragazzino che vive con la zia e imbroglia i suoi amici con astuti stratagemmi. Un giorno però dovrà fare da testimone a un innocente accusato di omicidio.

## Produzione
Il film fu prodotto dalla Kalem Company.

## Distribuzione
Il film viene considerato perduto.